# Wolfe Tones
Pour les articles homonymes, voir Tones.
The Wolfe Tones est un groupe de musique irlandaise qui prend ses racines dans la musique irlandaise. Il tire son nom du patriote irlandais Theobald Wolfe Tone, un des chefs de la rébellion irlandaise de 1798. Ils sont le groupe irlandais le plus politisé, nombre de leurs chansons sont à la gloire de héros républicains irlandais (Padraic Pearse, James Connolly, Joe McDonnell) ou de l'IRA (Rifles of the IRA, 1970).

## Histoire
Le groupe est né en 1963 à Inchicore, dans la banlieue de Dublin, de la réunion des frères Brian et Derek Warfield avec Noel Nagle et Tommy Byrne. Le groupe joue d'abord dans des festivals en Irlande, puis passe professionnel en 1964 : il s'expatrie en Angleterre où il joue dans les clubs de folk-song de Londres, Birmingham et Coventry mais il revient s'installer à Dublin en 1966. Cette année-là, à la suite du succès de leur album Up the rebels!, ils entament une longue série de tournées internationales, notamment au Canada et aux États-Unis. 
En 2001, Derek Warfield quitte le groupe pour faire une carrière solo. 
Les Wolfe Tones continuent de tourner mais en tant que groupe de trois musiciens comprenant Brian Warfield, Noel Nagle et Tommy Byrne.
Les Wolfe Tones ont célébré leur 25e anniversaire par un concert (enregistré) au Barrowlands de Glasgow. Ils ont également marqué leur 45e anniversaire par un événement spécial au Waterfront Hall de Belfast, le 26 octobre 2008, qui a été filmé pour un documentaire. En 2014, ils ont célébré leur 50e anniversaire en se produisant à l'hôtel et centre de conférence Citywest (Dublin), dans le cadre d'une série de concerts organisés le week-end de Pâques.
En 2018, ils ont fait la tête d'affiche du festival Féile an Phobail à Belfast Ouest devant un public de plus de 12 000 personnes et ont été intronisés au Barrowlands Hall of Fame (Glasgow, Ecosse) pour leur contribution à la musique. À la fin de chaque mois de décembre, les Wolfe Tones donnent trois concerts à l'hôtel Citywest de Dublin. 

## Musiciens
- Derek Warfield (né en 1943 à Dublin) : chant & mandoline
- Brian Warfield (né en 1946 à Dublin) : chant, banjo, harpe, flûtes
- Tommy Byrne (né en 1944 à Dublin) : chant principal & guitare
- Noel Nagle (né en 1945 à Dublin) : flûtes & uilleann pipes

## Discographie
- 1965 : The Foggy Dew
- 1966 : Up the Rebels! (réédité en CD)
- 1967 : The Teddy Bear's Head
- 1968 : The Rights of Man
- 1969 : Rifles of the I.R.A.
- 1972 : Let the People Sing
- 1974 : Till Ireland a Nation
- 1976 : Across the Broad Atlantic
- 1976 : Irish to the Core
- 1978 : Belt of the Celts
- 1980 : As Gaeilge
- 1980 : Live Alive-Oh
- 1981 : Spirit of the Nation
- 1983 : A Sense of Freedom
- 1984 : Golden Irish Ballads, volume 1 & 2
- 1985 : Profile
- 1987 : Sing Out For Ireland
- 1988 : Christmas with the Wolfe Tones
- 1989 : 25th Anniversary
- 2000 : Millennium Celebration
- 2001 : You'll Never Beat the Irish
- 2002 : The Very Best of Wolfe Tones Live
- 2003 : Rebels & Heroes
- 2004 : The Troubles
- 2006 : 1916 Remembered
- 2006 : Celtic Symphony
- 2006 : The Platinum Collection

La plupart de ces disques ont été réédités en CD
Compilation
- 2000 : The Wolfe Tones Greatest Hits

## Compléments